# 锈毛石花
锈毛石花（学名：Corallodiscus flabellatus var. puberulus）为苦苣苔科珊瑚苣苔属下的一个变种。

## 扩展阅读
- 維基物種上的相關：锈毛石花